# Johann Peter Oswald
Johann Peter Oswald (* 29. November 1801 in Basel; † 28. Oktober 1885 ebenda) war ein Schweizer Speditionsunternehmer und Bankier.

## Leben und Werk
Johann Peter Oswald war ein Sohn des Metzgermeisters, Seifensieders, Kerzenfabrikanten und Politikers Matthias Oswald (1774–1864) und der Rosina, geborene Merian (1777–1862). Sie war die Tochter des Wirtes «zum Wilden Mann» Emanuel Merian (1753–1837) und der Rosine, geborene Iselin (1754–1844).
Johann Peter Oswald erhielt zusammen mit seinem älteren Bruder Emanuel Walter Oswald 1837 von der Basler Regierung die Erlaubnis zur Einrichtung eines Dampfschiffbetriebs. Die Aktiengesellschaft französischen Rechts «Service général de navigation» hatte das Privileg für Personen- und Warentransporte zwischen Strassburg und Basel. Später wurde die Strecke bis nach Mannheim erweitert. Zudem hatten die beiden Brüder eine Spedition mit Pferdefuhrwerken von Basel nach St. Gallen bzw. Bern eingerichtet. Nach dem Ausbau der Eisenbahn brach das Speditionsgeschäft ein. In der Folge gründeten die Brüder 1860 die Privatbank für Wechselgeschäfte «Comptoir d'escompte de Bâle».
Zusammen mit den Bandfabrikanten Wilhelm Bischoff (1801–1874), Daniel August Alioth (1816–1889) und Rudolf Paravicini gründete Oswald nach dem grossen Brand von Glarus im Frühjahr 1863 die «Basler Versicherungs Gesellschaft gegen Feuerschaden» und war bis 1883 in deren Verwaltungsrat. Der Versicherung folgten bald Gründungen für andere Versicherungszweige, daraus sind die Basler Versicherungen, heute Bâloise Holding entstanden.
Johann Peter Oswald heiratete 1833 Maria Catharina, geborene Linder (1815–1887). Zusammen hatten sie die Söhne und späteren Bankiers Heinrich Ludwig (1852–1943) und (Peter) Mathias Oswald (1852–1910), der 1881 Berta Emilie, geborene Troxler, heiratete. Heinrich Ludwig Oswald verkaufte 1940 die Bank Oswald an die Bank Sarasin.